# Hydraena confusa
Hydraena confusa är en skalbaggsart som beskrevs av Pu 1951. Hydraena confusa ingår i släktet Hydraena och familjen vattenbrynsbaggar. Inga underarter finns listade i Catalogue of Life.